# Бара, Жозеф
Жозе́ф Ба(р)ра́ (фр. Joseph Bara, Barra; 30 июля 1779, Фонтенбло — 7 декабря 1793, Жалле, ныне департамент Мен и Луара) — герой Французской революции. Его образ активно использовался патриотической пропагандой как революционной эпохи, так и более позднего времени.

## Смерть в бою
Большая часть сведений о Бара была сообщена в 1793 году в рапорте Конвенту, сделанном генерал-адъютантом Демаром (Desmares). Согласно отчёту Демара, осенью 1792 года 13-летний Жозеф добровольно вступил в возглавляемую Демаром дивизию, направленную против вандейских повстанцев, и был прикомандирован к 8-му гусарскому полку в качестве барабанщика. Разделяя все тяготы военной службы, мальчик участвовал в боях наравне с остальными солдатами. В одной из стычек он был смертельно ранен в лоб сабельным ударом и умер, прижимая к груди трёхцветную кокарду. Храбрость и самоотречение подростка показались генералу настолько удивительными, что он решил довести подвиг Бара до сведения революционных властей. Историк Жан-Клеман Мартен утверждает, что Демар, описывая героическую смерть юноши, пытался затушевать свои военные неудачи, что не спасло его от эшафота.

## Пропагандистский символ

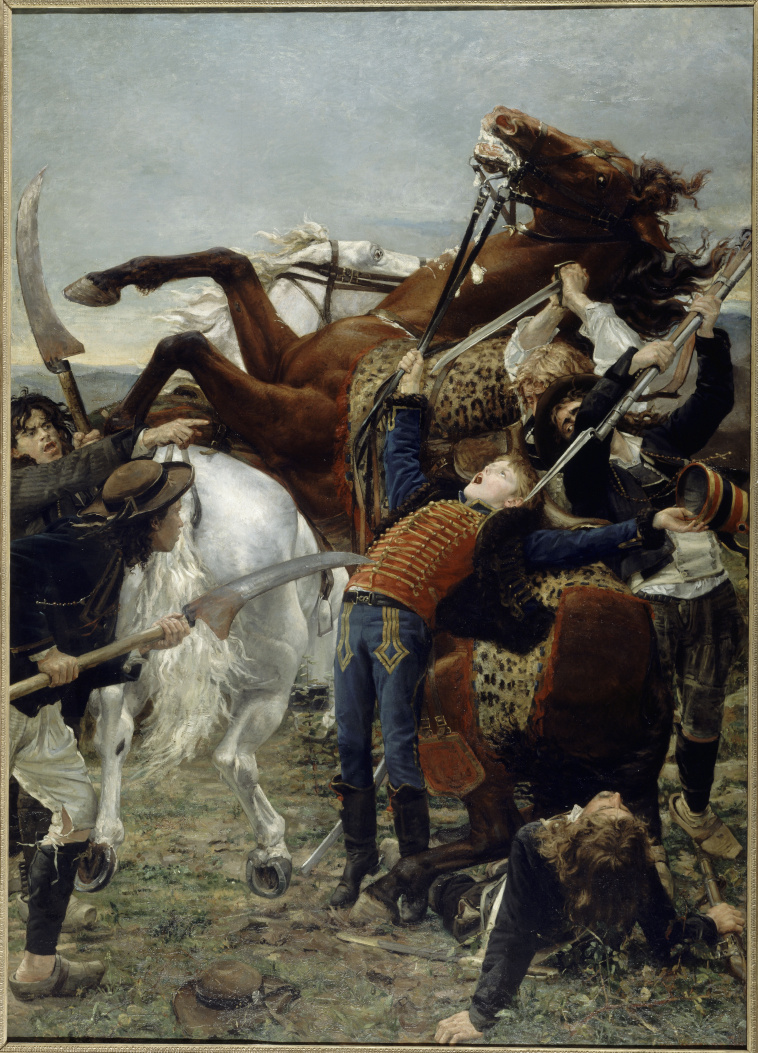
Жан Жозеф Вертс. Смерть Жозефа Бара

Жозеф Бара был немедленно поднят на щит революционной пропагандой. 8 нивоза 2 года (28 декабря 1793 года) Робеспьер произнёс перед Конвентом речь, в которой, прославляя доблесть юного солдата («Только у Франции есть тринадцатилетние герои») призвал удостоить погибшего погребения в Пантеоне. Бертран Барер, в свою очередь, предложил отпечатать гравюры с изображением подвига Бара и разослать во все начальные школы Франции. Оба предложения были приняты Конвентом; знаменитому художнику Жаку-Луи Давиду было поручено написать картину, которая послужила бы основой для гравюр. Мать Бара была взята на государственное попечение.

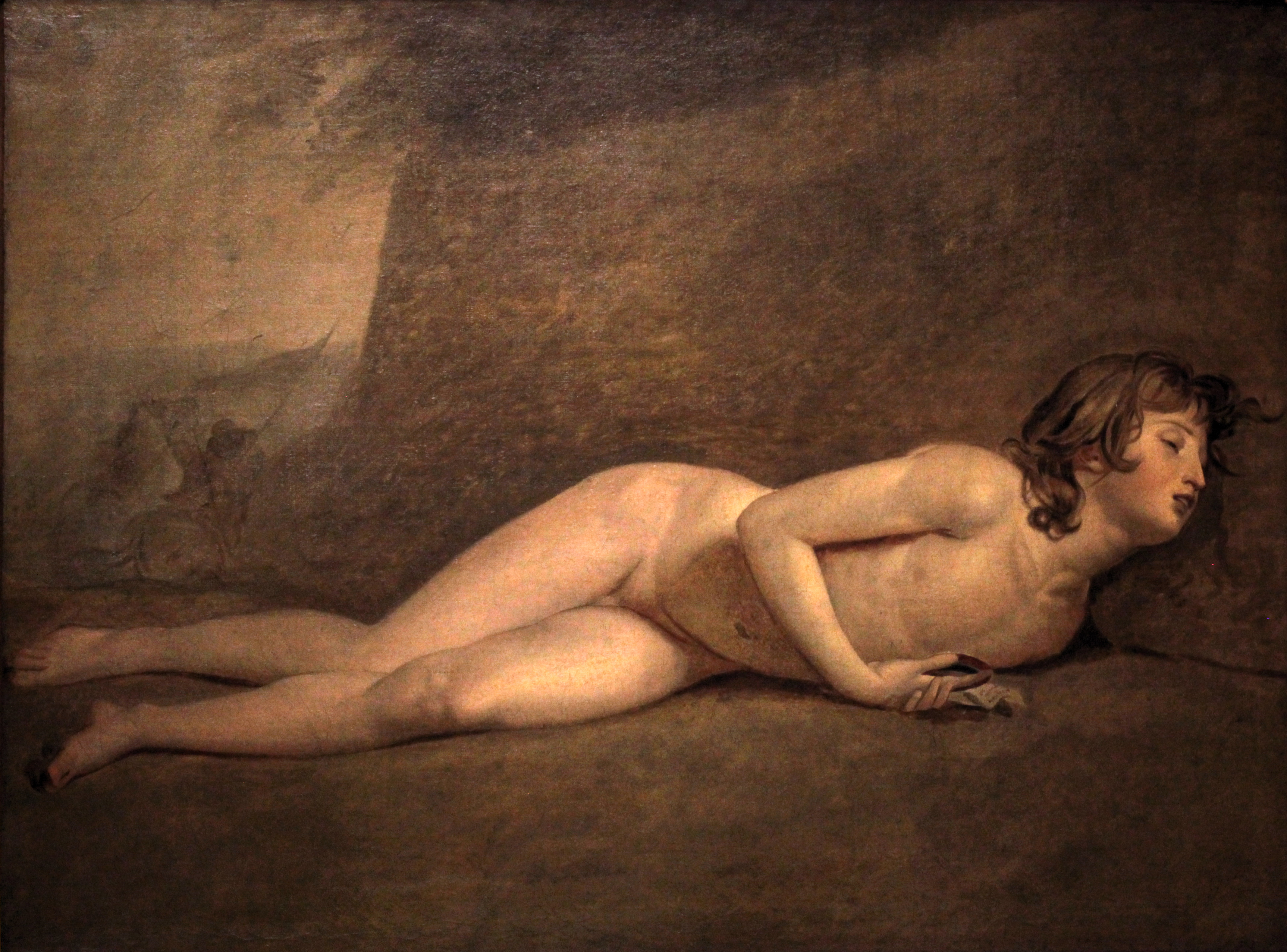
Жак-Луи Давид. Смерть Жозефа Бара.

Юный солдат за считанные недели сделался символом героизма и беззаветной любви к республике, вызвав вполне искренний энтузиазм среди молодёжи. В честь Бара (а также других юных героев, вроде 12-летнего солдата Агриколя Виала) устраивались праздники, писались стихи и оперы (одна из них принадлежит Андре Гретри), массово печатались эстампы с его изображением. Его имя начало обрастать историческими мифами: вандейцы якобы окружили Жозефа, заставляли кричать «Да здравствует король!», а когда он воскликнул «Да здравствует республика!», — расстреляли (или зарубили саблями). Перенос тела Бара в Пантеон так и не состоялся, вероятно, из-за падения Робеспьера.

## После революции
Культ Бара пережил революционную эпоху, испытав новый расцвет во время Третьей республики; по некоторым предположениям, Бара повлиял на образ Гавроша. Легенда о последних словах Бара оказалась наиболее живучей и встречалась во французских школьных учебниках до середины XX века. В 6-м округе Парижа есть улица, носящая его имя; в городке Палезо, где Бара жил перед уходом в армию, ему установлен памятник.